# Columbia River Skywalk
Der Columbia River Skywalk ist eine Fußgängerbrücke über den Columbia River in der kanadischen Stadt Trail, British Columbia. Die 280 Meter lange Hängebrücke wurde im Dezember 2016 eröffnet und führt zusätzlich eine Trinkwasser- und eine Abwasserleitung.

## Geschichte

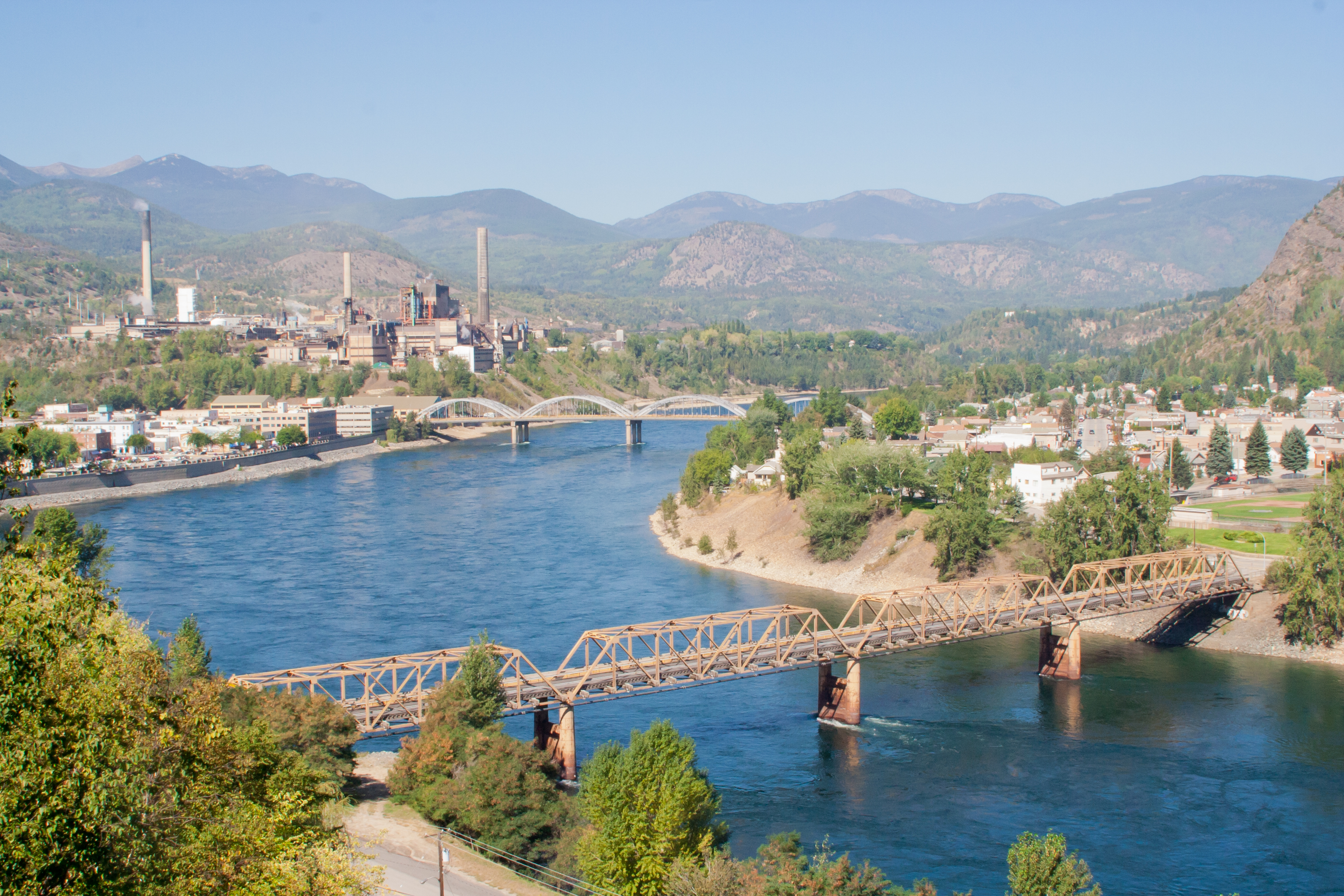
Die Fußgängerbrücke entstand zwischen der Old Trail Bridge (1912) und Victoria Street Bridge (1961), Foto von 2013 (Blick flussauf, im Hintergrund die Teck-Cominco-Hütte)

Die von John Alexander Low Waddell entworfene Old Trail Bridge aus dem Jahre 1912 war die erste Flussquerung in der Stadt Trail und diente fast 100 Jahre als wichtige Straßenverbindung zwischen den Stadtteilen östlich und westlich des Columbia. Auf Grund von strukturellen Schäden musste die Brücke 2010 schließlich geschlossen werden. Eine Überholung oder ein Neubau waren der Stadt zu teuer und der Autoverkehr verlief schon seit den 1960er Jahren maßgeblich über die flussauf folgende Victoria Street Bridge (auch Trail Bridge genannt). Da aber die alte Brücke auch eine Abwasserleitung führte, die ersetzt werden musste, war mit finanzieller Unterstützung des Regional District of Kootenay Boundary der Neubau einer kombinierten Brücke für die Wasserversorgung und Entwässerung sowie für den Fußgängerverkehr möglich. Die Stadt vergab den Auftrag an Graham Infrastructure LP, die nach einem Entwurf von COWI North America etwa 230 Meter flussauf der alten Brücke eine Fußgängerhängebrücke aus Stahl mit einem Brückendeck aus einem Faser-Kunststoff-Verbund errichtete. Der Bau der Stahlkonstruktion sowie die Verlegung der Wasserleitungen und der von Creative Composites vorgefertigten Elemente des Brückendecks dauerte 14 Monate, wozu unter anderem eine Materialseilbahn über den Fluss zum Einsatz kam. Die feierliche Eröffnung der Brücke fand am 15. Dezember 2016 statt, die Baukosten beliefen sich auf insgesamt 15,5 Mio. US-Dollar.

## Beschreibung
Die Hängebrücke quert den Columbia von Südwest nach Nordost zwischen dem Rotary Park in West Trail und der McQuarrie Street in East Trail. Die Spannweite zwischen den Pylonen beträgt 225 Meter und die Gesamtlänge zwischen den Widerlagern etwa 280 Meter. Die freitragenden Pylone mit rundem Querschnitt führen je zwei parallel verlaufende 6,4-cm-Tragkabel je Brückenseite, die am Ufer in je einem Ankerblock pro Seite befestigt sind. Das Brückendeck ist zusätzlich durch seitlich verlaufende 7-cm-Stahlseile abgespannt. Im Bereich der Mittenspannweite ist das Brückendeck 4 Meter breit und vergrößert sich an den mittig stehenden Pylonen auf etwa 7 Meter bis zu den Widerlagern. Die einzelnen Faserverbundkunststoff-Platten haben Längen von je 2,5 Metern bei Dicken von 8–15 cm. Unterhalb des Brückendecks sind eine 40,6-cm-Abwasserleitung und eine isolierte 30,5-cm-Trinkwasserleitung angebracht.